# AGM-129A ACM
L'AGM-129A era un missile cruise subsonico da attacco nucleare concepito alla fine degli anni ottanta. Rappresentava un modello migliorato, rispetto all'AGM-86, in tutti gli aspetti, soprattutto in fatto di bassa tracciabilità radar e infrarosso, in quanto si riteneva che i missili normali fossero sempre più vulnerabili.

Una proposta di produrne una versione con testata convenzionale è stata respinta.

## Caratteristiche
L'AGM-129A era un missile aria-superficie da crociera subsonico (viaggiava cioè sotto la velocità del suono) spinto da una turboventola. Il suo scopo primario era di distruggere strutture nemiche pesantemente difese, cosa che riusciva a fare grazie alla sua tecnologia stealth, all'aerodinamica e al potente motore che gli consentiva di volare ad alte quote.

Il carico massimo di questi ordigni consentito sui B-52H era di sei per ogni ala, su appositi supporti agganciati al pilone alare interno.

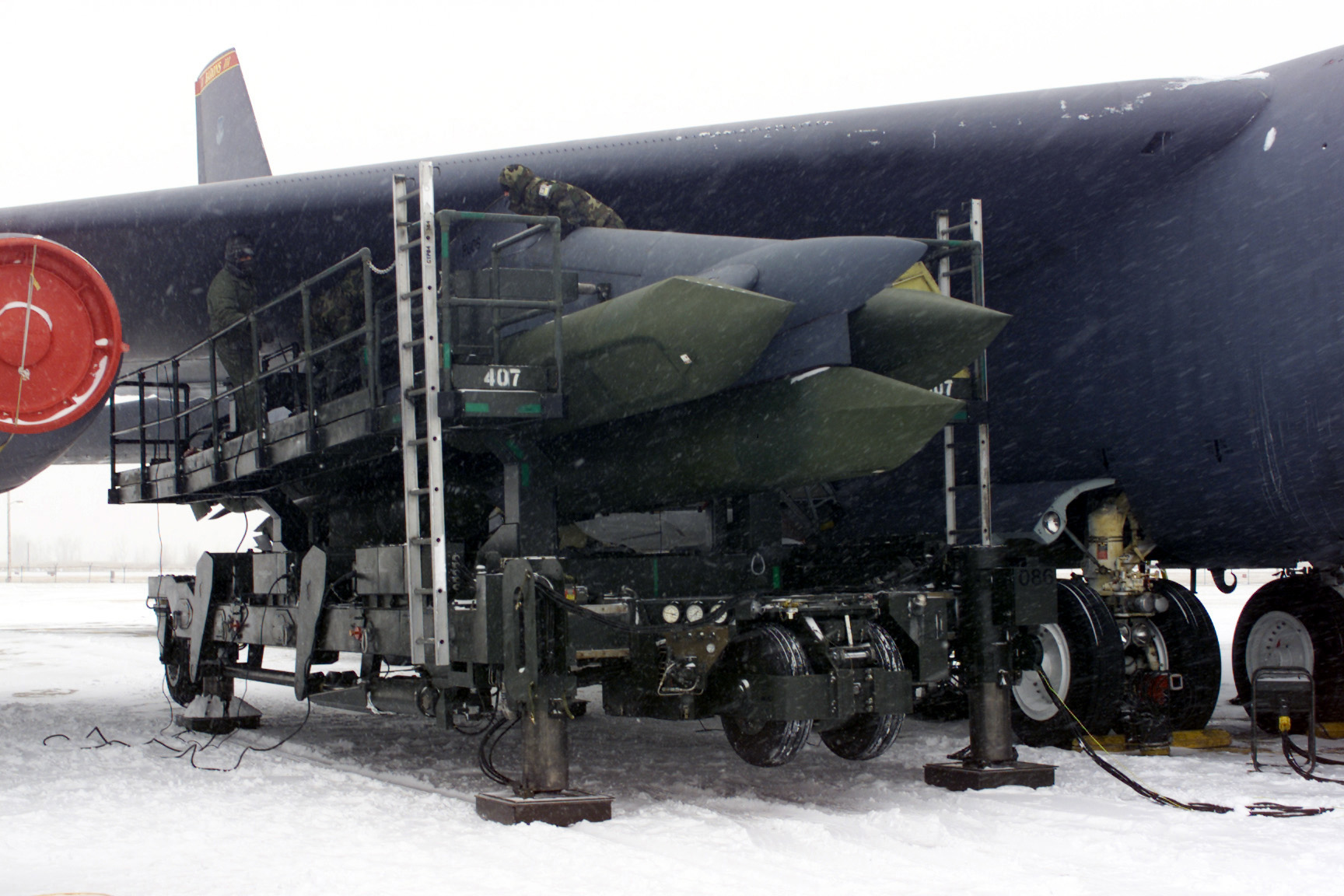
Alcuni AGM-129A vengono agganciati ad un pilone di un B-52H

Oltre che per la sua potente testata, il missile era pericoloso anche perché è quasi invisibile ai radar: come l'aereo F-117 Nighthawk, anche l'AGM-129A era dotato di una forma e una vernice particolare che assorbivano le radiazioni inviate dagli apparecchi a terra. Le sue ali erano a freccia negativa e in coda era presente un piano orizzontale, insieme ad una presa d'aria per il motore e una sorta di tubo di scarico ad esso collegato.

Il tragitto verso il bersaglio era controllato da un sistema di navigazione inerziale potenziato con il sistema di rilevamento del terreno TERCOM (ovvero il sistema Lidar) e con un misuratore della velocità basato sulla tecnologia laser Doppler.

## Storia
Nel 1982 l'USAF, vista la facilità con cui poteva essere neutralizzato l'AGM-86B ALCM, iniziò a pensare ad un nuovo missile da crociera dotato di tecnologia stealth, in modo così da essere invisibile ai radar nemici. Un anno dopo la General Dynamics vinse l'appalto per la costruzione del missile e nel 1985 venne eseguito il primo test di prova.

I primi esemplari vennero spediti ai reparti operativi dell'aeronautica militare americana nel 1990 e nel corso del tempo la sua produzione venne assegnata alla Raytheon Company, che approntò alcune migliorie. Il B-52 era l'unica piattaforma su cui fosse prevista l'installazione di tale arma.
I piani originali prevedevano un ordine di 1 500 AGM-129A, ma la fine della Guerra Fredda ha portato ad una cessazione della produzione, nel 1983, dopo soli 460 esemplari. Inizialmente era previsto che il missile dovesse rimanere in servizio fino al 2030.
La riduzione di armi nucleari, risultata dalla firma del Trattato di Mosca/SORT (2002), richiese di scendere sotto il tetto delle 2.200 testate nucleari dispiegate, entro il 2012. Lo AGM fu una delle armi smantellate a causa dei suoi problemi di affidabilità e per gli alti costi di manutenzione. Nel marzo del 2007, nonostante fosse previsto il programma SLEP (Service Life Extension Program) inteso ad estendere la vita operativa fino al 2030, l'USAF prese la decisione finale di decommissionare l'intera flotta di AGM-129: l'ultimo missile fu distrutto nell'aprile del 2012.

## Esemplari superstiti
Attualmente rimangono solo tre AGM-129A che si trovano nelle seguenti località:
- AGM-129A collocato al National Museum of the United States Air Force, presso la Wright-Patterson Air Force Base, Dayton, Ohio
- AGM-129A collocato allo Strategic Air and Space Museum, Ashland, Nebraska
- AGM-129A collocato alla Tinker AFB, Oklahoma (N35 25' 59.69" W07 24' 18.42")